# Frederico Emanuel Tavares Martins
Frederico Emanuel Tavares Martins, meglio noto come Fredy (Estarreja, 14 agosto 1979), è un ex calciatore portoghese, di ruolo difensore.

## Carriera

### Club
Ha giocato nella massima serie dei campionati portoghese e rumeno.

### Nazionale
Con l'Under-20 ha preso parte al Mondiale di categoria nel 1999.

## Palmarès

### Club

#### Competizioni nazionali
- Campionato rumeno: 1

CFR Cluj: 2007-2008
- Coppa di Romania: 1

CFR Cluj: 2007-2008